# Darien (Georgia)
Darien ist eine City und zudem der County Seat des McIntosh County im US-Bundesstaat Georgia.
Das U.S. Census Bureau hat bei der Volkszählung 2020 eine Einwohnerzahl von 1460 ermittelt.

## Geographie
Darien liegt etwa 90 Kilometer südlich von Savannah an der Mündung des Altamaha Rivers in den Atlantischen Ozean.

## Geschichte
1721 errichteten die Briten drei Kilometer östlich von Darien ein Grenzfort namens Fort King George, dass jedoch schon 1727 wieder aufgegeben werden musste. 1736 folgte ein erneuter Siedlungsversuch von schottischen Siedlern unter Führung von James Oglethorpe. Aus der Ansiedlung entstand das heutige Darien, das damit nach Savannah die zweitälteste Stadt Georgias ist. 
Darien war vor Ausdehnung der Eisenbahnen zweiter Baumwollhafen der Union.
Ende des 19. Jahrhunderts wurde Darien als stiller Ort, mit 1543 Einwohnern im Jahr 1880, beschrieben und war Wohnsitz eines deutschen Konsuls.

## Demographische Daten
Laut der Volkszählung von 2010 verteilten sich die damaligen 1975 Einwohner auf 798 bewohnte Haushalte, was einen Schnitt von 2,47 Personen pro Haushalt ergibt. Insgesamt bestehen 1090 Haushalte. 
63,9 % der Haushalte waren Familienhaushalte (bestehend aus verheirateten Paaren mit oder ohne Nachkommen bzw. einem Elternteil mit Nachkomme) mit einer durchschnittlichen Größe von 3,10 Personen. In 31,3 % aller Haushalte lebten Kinder unter 18 Jahren sowie in 32,2 % aller Haushalte Personen mit mindestens 65 Jahren.
27,2 % der Bevölkerung waren jünger als 20 Jahre, 23,4 % waren 20 bis 39 Jahre alt, 27,7 % waren 40 bis 59 Jahre alt und 21,5 % waren mindestens 60 Jahre alt. Das mittlere Alter betrug 39 Jahre. 46,1 % der Bevölkerung waren männlich und 53,9 % weiblich.
52,9 % der Bevölkerung bezeichneten sich als Weiße, 44,2 % als Afroamerikaner, 0,3 % als Indianer und 0,8 % als Asian Americans. 0,5 % gaben die Angehörigkeit zu einer anderen Ethnie und 1,4 % zu mehreren Ethnien an. 1,9 % der Bevölkerung bestand aus Hispanics oder Latinos.
Das durchschnittliche Jahreseinkommen pro Haushalt lag bei 32.949 USD, dabei lebten 31,5 % der Bevölkerung unter der Armutsgrenze.

## Sehenswürdigkeiten
Das Fort King George, das Vernon Square-Columbus Square Historic District und das West Darien Historic District sind im National Register of Historic Places gelistet.

## Verkehr
Darien wird vom U.S. Highway 17 sowie von der Georgia State Route 99 durchquert.
Der nächste Flughafen ist der rund 90 Kilometer nördlich gelegene Flughafen Savannah.